# Torell Troup
(en) Statistiques sur pro-football-reference
Torell Troup (né le 23 juin 1987 à Détroit) est un joueur américain de football américain.

## Lycée
Troup joue à la Salem High School de Conyers en Géorgie, où il fait partie à deux reprises de l'équipe de l'État de Géorgie de la saison. Sa dernière saison se termine avec quatre-vingt-seize tacles, six tacles pour des pertes et trois sacks. Le site de recrutement Rivals.com le classe deux étoiles. Durant sa carrière lycéenne et lors de ses deux premières saisons à l'université, il joue sous le nom de Torell Johnson.

## Carrière

### Université
Il choisit d'étudier à l'université Central Florida où il commence comme defensive tackle. En 2008 et 2009, il est nommé dans la seconde équipe de la saison pour la conférence USA. En 2009, il devient le capitaine de l'équipe.

### Professionnel
Torell Troup est sélectionné au second tour du draft de la NFL de 2010 par les Bills de Buffalo, au quarante-et-unième choix. Pour sa première saison (rookie), il joue quinze matchs (dont deux comme titulaire) et fait onze tacles et arrête deux passes. Néanmoins, à partir de 2011, il ne joue plus aucun match avec les Bills. Le 23 août 2012, il est placé sur la liste des blessés et ne joue là aussi aucun match. Troup est coupé le 31 août 2013.
En janvier 2014, il signe avec les Raiders d'Oakland.